# Hockeria tamaricis
Hockeria tamaricis är en stekelart som beskrevs av Boucek 1982. Hockeria tamaricis ingår i släktet Hockeria och familjen bredlårsteklar.
Artens utbredningsområde är:
- Pakistan.
- Israel.
- Saudiarabien.

Inga underarter finns listade i Catalogue of Life.